# Unione delle suore orsoline d'Irlanda
L'Unione delle suore orsoline d'Irlanda (in inglese Irish Ursuline Union) è un istituto religioso femminile di diritto pontificio: le suore di questa congregazione pospongono al loro nome la sigla I.U.U.

## Storia
Il primo monastero di orsoline sorto in Irlanda fu fondato nel 1771 a Blackrock, in diocesi di Cork, da una comunità di religiose provenienti dal monastero parigino di rue Saint-Jacques, con l'aiuto di Nano Nagle.
Nel 1787 le monache di Blackrock fondarono il monastero di Thurles, dal quale provenivano le religiose che nel 1816 aprirono quello di Waterford, che nel 1850 fondò il monastero di Sligo: ogni comunità era autonoma, osservava la clausura e seguiva le costituzioni delle orsoline di Parigi.
I monasteri irlandesi non accolsero l'invito di papa Leone XIII a tutte le orsoline di riunirsi in un'unica congregazione, ma nel 1958 iniziarono a discutere il progetto di federarsi tra loro: la casa di Waterford scelse di mantenersi autonoma, mentre quelle di Blackrock, Thurles e Sligo, con decreto della sacra congregazione per i religiosi del 18 maggio 1978, si unirono in un istituto centralizzato.

## Attività e diffusione
Le suore si dedicano all'istruzione e all'educazione cristiana della gioventù.
Oltre che in Irlanda, sono presenti nel Regno Unito e in Kenya la sede generalizia è a Booterstown.
Alla fine del 2008 la congregazione contava 104 religiose in 22 case.